# Sede titolare di Gerapoli di Siria dei Greco-Melchiti
Gerapoli di Siria dei Greco-Melchiti (in latino: Hierapolitana in Syria Graecorum Melkitarum) è una sede titolare arcivescovile della Chiesa cattolica.
La sede è vacante dal 19 marzo 1962.

## Cronotassi degli arcivescovi titolari
- Gabriel Acacius Coussa, B.A. † (26 febbraio 1961 - 19 marzo 1962 nominato cardinale presbitero di Sant'Atanasio)